# Khu bảo tồn thiên nhiên Naurzum
Khu bảo tồn thiên nhiên Naurzum là một khu bảo tồn thiên nhiên nằm ở Kazakhstan. Nó là một phần của Saryarka - Các hồ và vùng thảo nguyên ở phía Bắc Kazakhstan, một Di sản thế giới được UNESCO công nhận từ năm 2008. Với diện tích 3.077 kilômét vuông (1.188 dặm vuông Anh), khu bảo tồn bao gồm thảo nguyên, bán sa mạc và rừng.

## Mô tả
Khu bảo tồn nằm tại trung tâm của vùng cao nguyên Torgay, trong vùng thảo nguyên của Kazakhstan. Nó bao gồm ba vùng lõi được bao quanh bởi vùng đệm và được lối với nhau thông qua hành lang sinh thái được bảo vệ. Vùng lõi có diện tich 1.910 km² và vùng đệm là 1.167 km².
Hệ thực vật tại đây đa dạng bao gồm thảo nguyên, cây bụi, sa mạc và nét độc đáo của khu vực phía nam vùng thảo nguyên Kazakhstan, những khu rừng. Các khu rừng chủ yếu được bao phủ bởi thông Scots (Pinus sylvestris), bạch dương (Betula pendula và Betula pubescens), liễu (Populus tremula). Dọc theo bờ hồ là thảm thực vật thủy sinh điển hình là cói và lau sậy. Khu vực đất cây bụi, các loài chiếm ưu thế bao gồm hạnh nhân Nga (Prunus tenella), Anh đào (Cerasus fruticosa), Hồng hoang dã, bách xù.
Về động vật, có 47 loài động vật có vú, 279 loài chim, 10 loài động vật bò sát và lưỡng cư cùng 10 loài cá được báo cáo là có mặt trong khu bảo tồn. Ngoài ra, hơn 1000 loài động vật không xương sống được tìm thấy. Động vật có vú đặc trưng của vùng thảo nguyên là Chồn hôi thảo nguyên, cáo thảo nguyên, cáo đỏ, Sói Á Âu, thỏ châu Âu, nhím tai dài Châu Âu cùng một số loài gặm nhấm như sóc thảo nguyên, chuột đồng. Khu rừng là nơi sinh sống của nai sừng tấm, hoẵng Siberia, linh miêu Á-Âu, lửng chó, sóc đỏ, nhím gai châu Âu. Dọc theo các sông có thể bắt gặp lợn rừng. Còn tại các vùng sa mạc và bán sa mạc, đôi khi có thể thấy loài linh dương Saiga cực kỳ quý hiếm.